# Muping (häradshuvudort i Kina, Sichuan Sheng, lat 30,37, long 102,81)
Muping (kinesiska: 穆坪, 宝兴县) är en häradshuvudort i Kina. Den ligger i provinsen Sichuan, i den sydvästra delen av landet, omkring 120 kilometer väster om provinshuvudstaden Chengdu. Antalet invånare är 56 060. Befolkningen består av 26 603 kvinnor och 29 457 män. Barn under 15 år utgör 17,0 %, vuxna 15-64 år 70 %, och äldre över 65 år 11,0 %.
Runt Muping är det glesbefolkat, med 18 invånare per kvadratkilometer. Det finns inga andra samhällen i närheten. I omgivningarna runt Muping växer i huvudsak blandskog.
Genomsnittlig årsnederbörd är 1 256 millimeter. Den regnigaste månaden är juli, med i genomsnitt 275 mm nederbörd, och den torraste är januari, med 10 mm nederbörd.